# Musica per vecchi animali
Musica per vecchi animali è un film del 1989 diretto da Stefano Benni e Umberto Angelucci.
Ispirandosi al suo libro Comici spaventati guerrieri, lo scrittore italiano Benni co-dirige una commedia ambientata in una città surreale, in un futuro catastrofico e indefinito. L'espediente che il regista utilizza per sviluppare la trama è una fuga dei tre personaggi principali, un professore (Dario Fo), un meccanico esperto di Kung-fu (Paolo Rossi) e una ragazzina bionda (Viola Simoncioni), tutti inseguiti da Rambo Sandri (Eros Pagni) al quale è stata rubata un'auto d'epoca, un'Alfa Romeo 6C 2500 SS.
Ad un certo punto, durante la fuga, all'interno di una macchina della polizia si sente la voce della radio che invita tutte le volanti a cercare il trio: la voce è di Stefano Benni.

## Trama
Un anziano con l'hobby della pesca ha la costanza di risvegliare ogni mattina il vecchio professore in pensione Lucio Lucertola, con grandi schiamazzi sotto il condominio, per invitarlo a pescare, recando così disturbo a tutti i coinquilini. Di questi i più bizzarri e insofferenti del solito tran tran condominiale e dei propri impegni di scuola e di lavoro sono il giovane meccanico "Lee il tigrotto" e Lupetta, una pestifera bambina dal linguaggio sboccato, i quali, un giorno di inizio settembre si uniscono al vecchio professore per attraversare la città, diretti all'ospedale dove Lee deve consegnare un misterioso regalo alla fidanzata.
Lupetta fa da guida durante la prima parte della traversata, e i tre incappano in continui posti di blocco a causa di non si sa quale emergenza. A lei subentra nella guida, sull'imbrunire, il giovane Lee, per l'intera notte. Infine farà da guida il vecchio professore, attraverso un quartiere ormai in degrado, dove è nato, e dove rischia di smarrirsi, stentando a localizzare la casa natia, la scuola, i luoghi familiari della sua infanzia. Giunti finalmente all'ospedale, Lee consegna il misterioso regalo alla sua ragazza; l'anziano professore muore sognando i luoghi e le cose del suo passato, e la terribile bimbetta vedrà ridotta a un nulla la sua piccola avventura di ribelle.